# Friedrich Burmeister
Friedrich Burmeister (1890 – 1969) foi um geofísico alemão.
Burmeister estudou matemática e física na Universidade de Munique, orientado por Hugo von Seeliger e Arnold Sommerfeld, com a tese Numerische Untersuchungen über einen speziellen Fall des Dreikörperproblems mit Anwendung auf die Bahnbestimmung mehrfacher Sternsysteme.

## Obras
- Richard Bock, F. Burmeister, Friedrich Errulat: Magnetische Reichsvermesung 1935. O.T. 1. (Tabellen) (Akademie-Verlag, 1948)